# Hapsiphlebia
Hapsiphlebia is een geslacht van haften (Ephemeroptera) uit de familie Leptophlebiidae.

## Soorten
Het geslacht Hapsiphlebia omvat de volgende soorten:
- Hapsiphlebia anastomosis